# Condé, Indre
Condé là một xã ở tỉnh Indre khu vực trung bộ Pháp. Xã này có diện tích 23,82 km², dân số thời điểm năm 1999 là 231 người. Khu vực này có độ cao trung bình 160 mét trên mực nước biển.